# Los Cavazos
Los Cavazos es una localidad perteneciente al municipio de Reynosa, en el estado mexicano de Tamaulipas.

## Geografía
La localidad de Los Cavazos se ubica en el noroeste del municipio de Reynosa. Se encuentra en las coordenadas: 26°08′50″N 98°20′48″O / 26.14722, -98.34667, a una altura media de 44 metros sobre el nivel del mar. Los Cavazos se encuentra dentro de un lomerío, cuyo suelo predominante es el calcisol y el vertisol.

## Demografía
De acuerdo con el Censo de Población y Vivienda realizado en 2020 por el Instituto Nacional de Estadística y Geografía (INEGI), la localidad de Los Cavazos tiene un total de 2094 habitantes, siendo 1068 hombres y 1026 mujeres.
| Gráfica de evolución de Los Cavazos entre 1940 y 2020 |
|                                                       |
| Fuente: Instituto Nacional de Estadística y Geografía |